# Girl (윤하의 음반)
〈Girl〉은 2009년 7월 22일에 발매된 윤하의 아홉 번째 일본어 싱글 앨범이다. 데뷔 이후 처음으로 한국과 일본에서 동시에 발매하는 음반이다.

## 내용
수록곡 두 곡 모두 작사하였으며, "다하지 못한 말"은 한국어 3집 앨범 《Part. A Peace Love & Ice cream》에 수록된 곡 "사랑하다"를 리메이크 한 곡으로 윤하가 작곡한 것이다.
일본에서 소속사와 음반사 이적 후 처음 발매되는 싱글이다. 프로듀서는 GReeeeN의 프로듀스를 담당하는 진(JIN)이 참가했다. 윤하는 진(JIN)이 프로듀스하는 첫 번째 외국인 아티스트이자 첫 번째 여성 아티스트이다

## 수록곡
| #             | 제목                                                            | 작사          | 작곡                  | 재생 시간 |
| ------------- | --------------------------------------------------------------- | ------------- | --------------------- | --------- |
| 1.            | 〈"Girl"〉                                                      | JIN & 윤하    | 타다 신야(TADA SINYA) | 4:31      |
| 2.            | 〈"다하지 못한 말 (贈りそびれた言葉 오쿠리소비레다코토바[*])"〉 | 윤하          | 윤하                  | 4:27      |
| 총 재생 시간: | 총 재생 시간:                                                   | 총 재생 시간: | 총 재생 시간:         | 8:58      |

## 차트 성적
가온 차트:
- 앨범 차트 : Girl [Single] - 142위
- 디지털 종합 차트 : Girl - 142위